# Севен, Эктор-Ирене
Эктор-Ирене Севен (фр. Hector-Irénée Sevin; 22 марта 1852, Симандр-сюр-Сюран, Франция — 4 мая 1916, Лион, Франция) — французский кардинал. Епископ Шалона с 11 февраля 1908 по 12 декабря 1912. Архиепископ Лиона с 12 декабря 1912 по 4 мая 1916. Кардинал-священник с 25 мая 1914, с титулом церкви Сантиссима-Тринита-аль-Монте-Пинчо с 28 мая 1914.